# ریوئیچی ساکاموتو
ریوئیچی ساکاموتو (انگلیسی: Ryuichi Sakamoto؛ زادهٔ ۱۷ ژانویهٔ ۱۹۵۲ – درگذشتهٔ ۲۸ مارس ۲۰۲۳) موسیقی‌دان و هنرپیشه اهل ژاپن بود. وی از سال ۱۹۷۵ میلادی تا پایان عمر مشغول فعالیت بوده‌است.
از فیلم‌هایی که وی در آن نقش داشته‌است، می‌توان به آخرین امپراتور، هتل جدید رز و کریسمس مبارک، آقای لارنس، هیولا اشاره کرد.